# I Told Sunset About You 〜僕の愛を君の心で訳して〜
I Told Sunset About You 〜僕の愛を君の心で訳して〜（タイ語: แปลรักฉันด้วยใจเธอ、アイ・トールド・サンセット・アバウト・ユー）は、ナダオ・バンコクにより制作され、プティポン・アサラタナグン（ビウキン）とグリット・アムヌアイデシャゴン（ピーピー）が主演し、2020年より配信されたヒューマンラブストーリー。
シリーズは各5話ずつの2部構成となっており、本作はその第1部である。ナルベート・グーノーが監督する第1部はテーとオーエウの大学入学準備中のプーケットを、トッサポーン・リーァントーンが監督する第2部は2人の大学入学後のバンコクを舞台に描かれる。
タイ国内では2020年10月22日から11月19日までの間、LINE TVにて毎週木曜日午後8時に配信され、タイ国外向けにはVimeoにて有料配信された。第2部となる『I Promised You the Moon 〜僕の愛を君の心で訳して〜』は2021年5月27日より配信された。 2021年の5月20日には2つのパート間をつなぐ14分の短編『Last Twilight in Phuket』が配信されている。

## キャスト

### 主演
- テー（クリッタコーン・サータン） :  プティポン・アサラタナグン (ビウキン)
- オーエウ／オー（パンワー・スラモンター） :  グリット・アムヌアイデシャゴン（ピーピー）

### 助演
- コーフン／フン（テーの兄） : ナット・キッチャリット
- ターン（テーの女友達） : パーラダー・ティッタワチラ
- バース（テーとオーエウの友人） : ポンポン・パンヤーミット(クンポン)
- カイ : ジーラユッス・カーウバイマーイ
- フィリップ : ティータット・スックイム
- モッド : クリスティーアン・チュラーポーン・ボース
- テーの母親ジースイ : カーンチャナー・パークウィワット
- オーエウの母親 : プラパッソーン・ジャンサティッポーン
- オーエウの父親 : ウードム・ラリッニティ
- フーナーン : Fu Nan
- 小さい頃のテー : ピッチャナン・ジムシリカン
- 小さい頃のオーエウ : インタノン・サンシリパイサン

### ゲスト出演
- ヨンジーアン : ラピーパット・イムパン
- イエシン : カノックワン・ラオピヤサクン
- カーラケード : ワーサナー・スウィセ
- マナーウ : ナモン・ルーァンソーン
- テーの父親 : プロムブット・タンティウォンパイサーン
- ターンの父親 : ソムチャイ・ティウォンサー
- ハンドタレント : ナモン・ルーァンソーン

## エピソード
- #1 幼き日の因縁と再会
- #2 “親密”の定義
- #3 ジレンマの行方
- #4 不器用な選択の果て
- #5 夕日に駆ける

## サウンドトラック
| 曲名                     | アーティスト                   | 備考        |
| ------------------------ | ------------------------------ | ----------- |
| "Kit Kan" (Skyline/กีดกัน) | ビウキン                       | [ 4 ] [ 5 ] |
| "Rú Hé" (Skyline/如何)   | トゥラーナン・ノラセッピサーン | [ 6 ]       |
| "Rú Hé" (Skyline/如何)   | ピーピー                       | [ 7 ]       |
| "Plae Mai Ok" (แปลไม่ออก) | ビウキン                       | [ 8 ] [ 9 ] |
| "Khot Phiset" (โคตรพิเศษ) | ビウキン                       | [ 10 ]      |
| "Khot Phiset" (โคตรพิเศษ) | ピーピー                       | [ 11 ]      |

「Skyline」のミュージックビデオは、シリーズスチルフォトグラファーのRinrada Pornsombutsatienと撮影監督のTawanwadが監督を務め、「プラエ・マイ・オック（Plae Mai Ok）」はドキュメンタリー監督のPatipolが監督を務め、「コット・フィセット（Khot Phiset）」のPPバージョンは第二次助監督のWatjakorn Hankoonが監督を務めた。
楽曲はタイのレコードレーベルHualampong Riddimが制作し、同スタジオの責任者であるVichaya Vatanasaptが作曲を担当した。

## 略歴

### コンセプト
本作は、ナダオ・バンコクが制作したシリーズ『My Ambulance』が2019年10月に放送終了した直後に構想された。これはシリーズ中でビウキンとピーピーが演じたサイドカップルが、視聴者の間で多くの人気を集めていたためで、『My Ambulance』のディレクター ナルベート・グーノーは、その人気に応じて彼らをフィーチャーした作品を作ることを検討。しかし単なる続編としてではストーリーが収まらなかったため、2人を主役とした新たな物語を制作することにした。 ナルベートはこのアイデアをナダオ・バンコクのプロデューサーであり執行役員のソンヨット・スックマークアナンとKriangkrai Vachiratampornに提案し了承された。その後LINE TVにこのプロジェクトが提案され、ナダオ・バンコクとLINE TVとの4作目のオリジナルシリーズとしてLINE TVより資金面での協力を得た。
このシリーズは登場人物たちの学生時代から大学生活に至るまでの関係性を描いた全10話で構成されるが、Kriangkraiの提案により5話ずつ2回に分けて放送されることとなった。
この作品はビウキン（BK）とピーピー（PP）の愛称で呼ばれる2人の主演俳優を中心とした総合的なプロモーション企画「BKPPプロジェクト」の一環である。プロジェクトとしてはこのシリーズ制作だけでなく、楽曲のリリースや舞台裏ドキュメンタリーシリーズの発売、ファンミーティングイベントの開催なども予定されている。

### 制作
本作の制作は2019年12月に開始され、ナルベートが監督した。彼は、チュラロンコーン大学コミュニケーション芸術学部時代に共に仕事をしたことのあるガラゲート・ナラセーパーポンとナロン・チャートスーンヌーンの2人を脚本家としてキャスティング。その後、『My Ambulance』でナルベートの共同脚本家の一人であったアラッチャポン・ポーキンパーコンがチームに加わった。このプロジェクトは、ガラゲート（ライター、編集者）とナロン（客室乗務員）にとって初めての脚本家としての仕事となった。
脚本家は脚本執筆の際の参考とするため、出演者にインタビューを行い、キャラクターの性格付けや、物語のインスピレーションのベースとした。例えば、学習塾で出会うシーンは、ビウキンとピーピーの実生活での出会いを元にしている。俳優たちは2020年1月に脚本家とのセッションに参加し、1月14日にはナダオ・バンコクのTwitterアカウントでプロジェクトの様子が公開された。
草稿完成後、チームは1月下旬にタイ南部の州へ調査旅行に行き、プーケットの多文化遺産、中国・ポルトガル建築、郷土料理などからインスピレーションを得て、プーケットの旧市街を物語の舞台として設定した。 例えば、テーとフンの名前はそれぞれプーケットの文化に根付く中国文化から、茶（Tê）とビーフン（Bí-hún）を由来としている。また言語コンサルタントのSuppawat Zhouを迎え、中国語やタイ南部の方言が物語中で使用されており、プーケットにおける多元主義が言語を通して反映されている。
その後このプロジェクトは、2月19日に開催されたLINE TVのイベント「Line Nexplosion 2020」で「BKPP: The Series」というタイトルで正式に発表された。 当初は2020年7月の公開を予定していたが、プリプロダクションに入った3月にタイでも新型コロナウイルス感染症が流行し、俳優の一人に陽性反応が出たため、3月20日から事務所を閉鎖し自粛した影響で制作が遅延した。 自粛期間中は脚本家らによって電話会議を通して脚本の練り直しが行われ、4月24日には、主演のビウキンとピーピーがZoomによるビデオ通話で最初の読み合わせが行われた。

#### キャスティング
主演の2人以外のキャストのオーディションは、新型コロナウイルス感染症の流行が落ち着いてきた5月中旬以降に、主演2人との相性に重点を置いて実施された。 キャスティングはこれまでにもナダオ・バンコクとの実績があるA-tis Asanachindaがバース・フン・小さい頃のテー・小さい頃のオーエウを担当し、その他を『My Ambulance』で共同制作したNantanat Thakadkulが担当した。
フン役には2018年の映画『App War』で主演を務めたナット・キッチャリットの名前が当初より候補の一人として含まれていた。 ターンとバースについては、タイ南部の方言を話す必要があったが、オーディションに応募してきた女優で歌手のパーラダー・ティッタワチラがFacebookで方言を使ってラップを披露している動画をアップしており、それをスタッフが見たことでターン役に即刻採用された。 Basの配役はなかなか決まらなかったが、ソンヨットが、近年自身が立ち上げた人材育成プロジェクト「ナダオ・アカデミー」に参加していたポンポン・パンヤーミットにオーディションに参加するよう提案した。ポンポンはこれまでに演技の経験がなく、当初ナルベートのイメージに合わなかったが、オーディションでの演技がよかったため採用された。
小さい頃のテーとオーエウの配役では、主演の2人に似ていることと演技力が求められていた。ピッチャナン・ジムシリカンとインタノン・サンシリパイサンは、どちらも演技経験がなかったがポンポン同様、「ナダオ・アカデミー」プロジェクトから抜擢された。
テーとオーエウの友人役であるKaiとPhillipとModについては、俳優として活動するジーラユッス・カーウバイマーイとティータット・スックイムとクリスティーアン・チュラーポーン・ボースが採用された。主演2人以外ではジーラユッスのみがナダオ・バンコクと契約している俳優となる。

#### 撮影
第1部
6月2日には、全出演者による読み合わせが行われ、6月中旬頃には、自分のキャラクターを理解したり、相手役やグループ間のやりとりに重点を置いた演技ワークショップが行われた。主演のピーピーは役作りのために10キロの減量をしている。
6月4日に製作開始の祝福の儀式が行われた。雨季であったことから撮影スケジュールは天候に左右されたが、7月1日よりプーケットでの撮影が3週間行われた他バンコクでも撮影が行われた。撮影監督はTawanwad Wanavitが務め、衣装デザインはChayanuch Savekvattanaが担当した。
8月より編集作業が開始されたが、一部のシーンで感情の起伏に欠け、ストーリーが分かりにくいところがあると感じたナルベートの提案をプロデューサーのソンヨットが許可し、該当シーンの撮り直しが行われた。再撮影は9月に2週間かけてプーケットで行われ、その間にシリーズで使用される楽曲のミュージックビデオも撮影された。
第2部
第2部ではナダオ・バンコクやその親会社であるGDHのプロジェクトで脚本を担当していたTossaphon Riantongが監督を務め、第1部の監督ナルベートはソンヨットと共にプロデューサーを務めることとなった。Karakadeは引き続きTossaphonとVasudhorn Piyaromna（TossaphonとVasudhornは『In Family We Trust』や『Bad Genius: The Series』で共同脚本家を務めた）と共に脚本を務めた。撮影監督はBoonyanuch Kraithongに変更となった。12月7日に第2部の祝福式が行われている。
しかし2021年1月8日、ナダオ・バンコクとLINE TVは、タイにおける新型コロナウイルス感染症の拡大により第2部の制作の無期限延期を公式発表した。 撮影はその後再開され、2月に終了した。

### 放送
6月4日の祝福式では、シリーズの正式なタイ語名と10月22日の放送開始日が発表された。また、ナダオ・バンコクはBKPPプロジェクトのタイムラインを公開。2021年1月30日にファンミーティングイベントを開催することと、3月11日に未発表のイベントがあることを予告した。9月30日には主題歌「スカイライン」を発表し、10月8日のプレスイベントでシリーズを正式に発表した。
第1部（全5話）は、2020年10月22日から11月19日に、毎週木曜日の20:00よりLINE TVのストリーミングサービス（タイ国内）で配信された。また、Vimeoオンデマンドを介して、タイ国外で英語と中国語字幕で視聴可能とした。エピソードごとのレンタル料は当初12ドルに設定されていたが、第2話以降は5.99ドルに変更された。
第2部の放送は、第1部の最終話の中で2021年3月11日公開予定であることが明らかになり、11月21日のプレスイベントで正式発表された。しかし新型コロナウイルス感染症の拡大の影響により延期となり、その後2021年2月に5月27日から配信されることが公表され予定通り配信された。

#### ドキュメンタリー
BKPPプロジェクトの一環として、ナダオ・バンコクは本編の各パートに付随して舞台裏のドキュメンタリーも制作した。第1部のドキュメンタリーは各20分8本で構成され、2020年10月19日から12月5日まで毎週土曜日に公開された。ドキュメンタリーの監督と撮影は、「ナダオ集中研修」プロジェクトよりシリーズのスタッフに加わったPatipol Teekayuwatが担当した。

#### グッズ
ナダオ・バンコクはタイアップグッズをいくつか制作しており、作中で衣装や小道具として使用されている。これらのグッズは、自身のアパレルブランドを持っている俳優のSarit Trilertvichienが率いるチームによってデザインされた。シリーズの英語タイトル「I Told Sunset About You」は、作中でテーが着用しているシャツのデザインに由来している。

## 評価
LINE TVにおける各エピソードの視聴者数は、第1話と第2話で100万回以上、第3話第4話第5話で200万回以上 あり、Twitterではシリーズのハッシュタグが第1位になるなど、タイ国内だけでなく世界的にも注目を集めた。 
特に中国ではレビューサイト「豆瓣（douban）」で10点満点中9.4点の評価を得てトップとなった。
本作の人気は、2020年のパンデミックによって観光業中心の経済が打撃を受けていたプーケットの観光活動の復活を後押しした。 タイのプーケット観光局によると、12月10日から13日までの長期連休には約59,000人の観光客が訪れ、その大部分はシリーズのファンによる映画観光で占められていた。 プーケット観光協会は、シリーズが特に主要なロケ地として機能した旧市街エリアとプロム・テープ岬への訪問者の大幅な増加に貢献したと指摘した。

## 受賞歴
| 賞                          | 部門                                                      | 対象 | 参照   |
| --------------------------- | --------------------------------------------------------- | --- | ------ |
| Siamrath online Awards 2020 | 人気シリーズ                                              | 『I told sunset about you』                                                                                             | [ 51 ] |
| Siamrath online Awards 2020 | 人気挿入歌                                                | "Kit Kan" (Skyline/กีดกัน) - ビウキン                                                                                     | [ 51 ] |
| 2020 Weibo TV Series Awards | Most Popular Overseas Drama                               | 『I told sunset about you』                                                                                             | [ 52 ] |
| 2020 Weibo TV Series Awards | Most Popular Overseas Actor                               | 1位：ピーピー | [ 52 ] |
| 2020 Weibo TV Series Awards | Most Popular Overseas Actor                               | 2位：ビウキン | [ 52 ] |
| NYLON THAILAND 2020         | Gender Equality TV Series                                 | 『I told sunset about you』                                                                                             | [ 53 ] |
| 2020 Asian Drama Awards     | Asian BL Series of the Year                               | 『I told sunset about you』                                                                                             | [ 54 ] |
| Yniverse Awards 2020        | ベストシリーズ賞                                          | 『I told sunset about you』                                                                                             | [ 55 ] |
| Yniverse Awards 2020        | ベストシリーズ脚本賞                                      | - ナルベート・グーノー - アラッチャポン・ポーキンパーコン - ガラゲート・ナラセーパーポン - ナロン・チャートスーンヌーン | [ 55 ] |
| Yniverse Awards 2020        | ベストシリーズ監督賞                                      | ナルベート・グーノー | [ 55 ] |
| Yniverse Awards 2020        | 主演男優賞                                                | ビウキン | [ 55 ] |
| Yniverse Awards 2020        | 最優秀主演男優賞                                          | PP | [ 55 ] |
| Yniverse Awards 2020        | 最優秀助演男優賞                                          | ポンポン・パンヤーミット                                                                                                | [ 55 ] |
| Yniverse Awards 2020        | 助演男優賞                                                | ナット・キッチャリット                                                                                                  | [ 55 ] |
| Yniverse Awards 2020        | ベストシリーズ音楽賞                                      | 『Plae Mai Ok (แปลไม่ออก)』（ビウキン）                                                                                  | [ 55 ] |
| 第17回 Komchadluek Awards   | 最優秀主演男優賞                                          | ビウキン | [ 56 ] |
| 第17回 Komchadluek Awards   | 人気俳優賞                                                | PP | [ 56 ] |
| 第17回 Komchadluek Awards   | 人気ドラマ・シリーズ賞                                    | 『I told sunset about you』                                                                                             | [ 56 ] |
| Nataraja Awards12           | ベストオンライン配信ドラマ・シリーズ                      | 『I told sunset about you』                                                                                             | [ 57 ] |
| Nataraja Awards12           | オンライン配信ドラマ・シリーズ部門 最優秀オリジナル脚本賞 | 『I told sunset about you』                                                                                             | [ 57 ] |
| Nataraja Awards12           | ドラマ・シリーズオブザイヤー                              | 『I told sunset about you』                                                                                             | [ 57 ] |
| Nataraja Awards12           | オンライン配信ドラマ・シリーズ部門 最優秀男優賞           | ビウキン | [ 57 ] |

## 日本での放送
日本ではWOWOWにて2021年6月より全5話＋メイキング特別編が国内で初放送された。